# Tucumcari
Tucumcari is een plaats (city) in de Amerikaanse staat New Mexico, en valt bestuurlijk gezien onder Quay County.

## Demografie
Bij de volkstelling in 2000 werd het aantal inwoners vastgesteld op 5989.
In 2006 is het aantal inwoners door het United States Census Bureau geschat op 5249, een daling van 740 (-12,4%).

## Geografie
Volgens het United States Census Bureau beslaat de plaats een oppervlakte van
19,5 km², geheel bestaande uit land. Tucumcari ligt op ongeveer 1247 m boven zeeniveau.

## Plaatsen in de nabije omgeving
De onderstaande figuur toont nabijgelegen plaatsen in een straal van 60 km rond Tucumcari.